# ایدلوی سفلی
ایدلوی سفلی، روستایی است از توابع بخش مرکزی شهرستان چایپاره در استان آذربایجان غربی ایران .

## جمعیت
این روستا در دهستان چورس قرار داشته و بر اساس سرشماری سال ۱۳۸۵ جمعیت آن ۳۷نفر (۵ خانوار) 
بوده است.